# San Giovanni la Punta
San Giovanni la Punta (San Giuvanni la Punta trong tiếng Sicilia;) là một đô thị ở tỉnh Catania trong vùng Sicilia, có khoảng cách khoảng 160 km về phía đông nam của Palermo và cách khoảng 8 km về phía đông bắc của Catania. Tại thời điểm ngày 31 tháng 12 năm 2004, đô thị này có dân số 20.385 người và diện tích là 10,6 km².
Đô thị San Giovanni la Punta có các frazione (đơn vị cấp dưới) Trappeto.
San Giovanni la Punta giáp các đô thị: Aci Bonaccorsi, Pedara, San Gregorio di Catania, Sant'Agata li Battiati, Trecastagni, Tremestieri Etneo, Valverde, Viagrande.